# 567
Évszázadok: 5. század – 6. század – 7. század
Évtizedek: 510-es évek – 520-as évek – 530-as évek – 540-es évek – 550-es évek – 560-as évek – 570-es évek – 580-as évek – 590-es évek – 600-as évek – 610-es évek
Évek: 562 – 563 – 564 – 565 –  566 – 567 – 568 – 569 – 570 – 571 – 572

## Események

### Európa
- A longobárd-gepida háborúban Cunimund gepida király ismét a bizánciakhoz fordul segítségért és ezúttal tényleg hajlandó átadni Sirmiumot. A bizánciak azonban a gyakorlatban most már kimaradnak a harcokból. A longobárdok északnyugatról, az avarok északkeletről támadnak a gepidákra; Cunimund az előbbiek ellen vonul, hogy megelőzze egyesülésüket. A Temes és a Duna közötti területen vívott csatában a longobárdok döntő győzelmet aratnak; Cunimundot királyuk, Alboin öli meg, aki kupát csináltat ellensége koponyájából. Foglyul ejti Cunimund lányát, Rosamundot, akit (miután első felesége meghalt) feleségül vesz. A gepida állam maradékát az avarok számolják fel.
- I. Sigebert és I. Chilperic frank királyok feleségül veszik Athanagild vizigót király két lányát, Brünhildát és Galswinthát.
- Meghal I. Charibert frank király. Mivel gyermeke nincs (annak ellenére, hogy négy feleséget is tartott és emiatt az egyház kiátkozta), országrészét fivérei, Sigebert, Chilperic és Guntram egymás között felosztják.
- Az év végén meghal Athanagild vizigót király. Mivel fia nincs, a gótok I. Liuvát választják királyukká, aki öccsét, Liuvigildet uralkodótársul veszi maga mellé.
- A második toursi zsinaton elrendelik, hogy a nős papok és szerzetesek kiátkozás terhe mellett nem alhatnak együtt a feleségükkel.

### Kína
- A Csen-dinasztiában a 13 éves Fej császár nagybátyja, Csen Hszü átveszi a hatalmat a régenstanácsban és több tanácstagot kivégeztet. A tanács egyik tagja, Hua Csiao, életét féltve fellázad és átadja az általa kormányzott Hsziang tartományt az Északi Csou dinasztiának és annak vazallusának a Nyugati Liang dinasztiának. Csen Hszü hadvezérei azonban legyőzik Huát és szövetségeseit.
- Egy volt buddhista szerzetes levelet ír Északi Csou császárának, Vunak, amelyben felhívja a figyelmét, hogy a buddhista templomok és kolostorok túlságosan gazdagok és nagy hatalmúak lettek. A levélnek nagy szerepe van abban, hogy a császár később, 574-ben betiltja a buddhizmust.

## Halálozások
- I. Charibert, frank király[1]
- Athanagild, vizigót király
- Cunimund, gepida király

## Fordítás
- Ez a szócikk részben vagy egészben  a(z)   567 című angol Wikipédia-szócikk ezen változatának fordításán alapul.  Az eredeti cikk szerkesztőit annak laptörténete sorolja fel. Ez a jelzés csupán a megfogalmazás eredetét és a szerzői jogokat jelzi, nem szolgál a cikkben szereplő információk forrásmegjelöléseként.